# Jeison Rosario
Jeison Rosario est un boxeur dominicain né le 7 avril 1995 à Saint-Domingue.

## Carrière
Passé professionnel en 2013, il devient champion du monde des poids super-welters WBA & IBF le 18 janvier 2020 après sa victoire par arrêt de l'arbitre au 5e round contre Julian Williams. Rosario perd ses ceintures dès le combat suivant par KO au 8e round contre Jermell Charlo le 26 septembre 2020.

## Référence
1. ↑  Jeison Rosario cause la surprise contre Julian “J-Rock” Williams (rds.ca)